# XLI Congreso del PSOE
El 41 Congreso Federal del Partido Socialista Obrero Español se celebró en Sevilla del 29 de noviembre al 1 de diciembre de 2024, con el objetivo de renovar los órganos de gobierno del Partido Socialista Obrero Español y establecer las principales líneas de actuación y estrategia del partido para la próxima legislatura.
Aunque el congreso estaba previsto para 2025, el líder del partido, Pedro Sánchez, expresó su intención de adelantarlo a finales de 2024, lo que se confirmó el 30 de agosto de 2024. Inicialmente previsto para el 15-17 de noviembre, se retrasó dos semanas por "razones logísticas".
Inicialmente se había programado una elección primaria para elegir al nuevo secretario general del partido para el 13 de octubre, pero como no se presentó ningún candidato opositor a las elecciones, Pedro Sánchez fue proclamado sin oposición como líder del partido el 19 de septiembre.

## Descripción general
El congreso federal del PSOE es el órgano supremo del partido y puede tener carácter ordinario o extraordinario, según se celebre tras la finalización natural de su legislatura o por cualquier otra circunstancia excepcional no vinculada a esta celebración. Los congresos ordinarios se celebrarán cada tres o cuatro años y serán convocados por lo menos con cuarenta y cinco días de antelación a su celebración, aunque podrán ser postergados hasta por un año más.

## Resultados
| \| Votos por delegados (Ejecutiva) \| Votos por delegados (Ejecutiva) \| Votos por delegados (Ejecutiva) \| Votos por delegados (Ejecutiva) \| Votos por delegados (Ejecutiva) \| \| ------------------------------- \| ------------------------------- \| ------------------------------- \| ------------------------------- \| ------------------------------- \| \| \| \| \| \| \| \| Sánchez \| Sánchez \| \| 90.78 % \| 90.78 % \| \| Blank ballots \| Blank ballots \| \| 9.22 % \| 9.22 % \| |               |  |         |         |
| Votos por delegados (Ejecutiva) |               |  |         |         |
| |               |  |         |         |
| Sánchez | Sánchez       |  | 90.78 % | 90.78 % |
| Blank ballots | Blank ballots |  | 9.22 %  | 9.22 %  |